# Estudi de ràdio

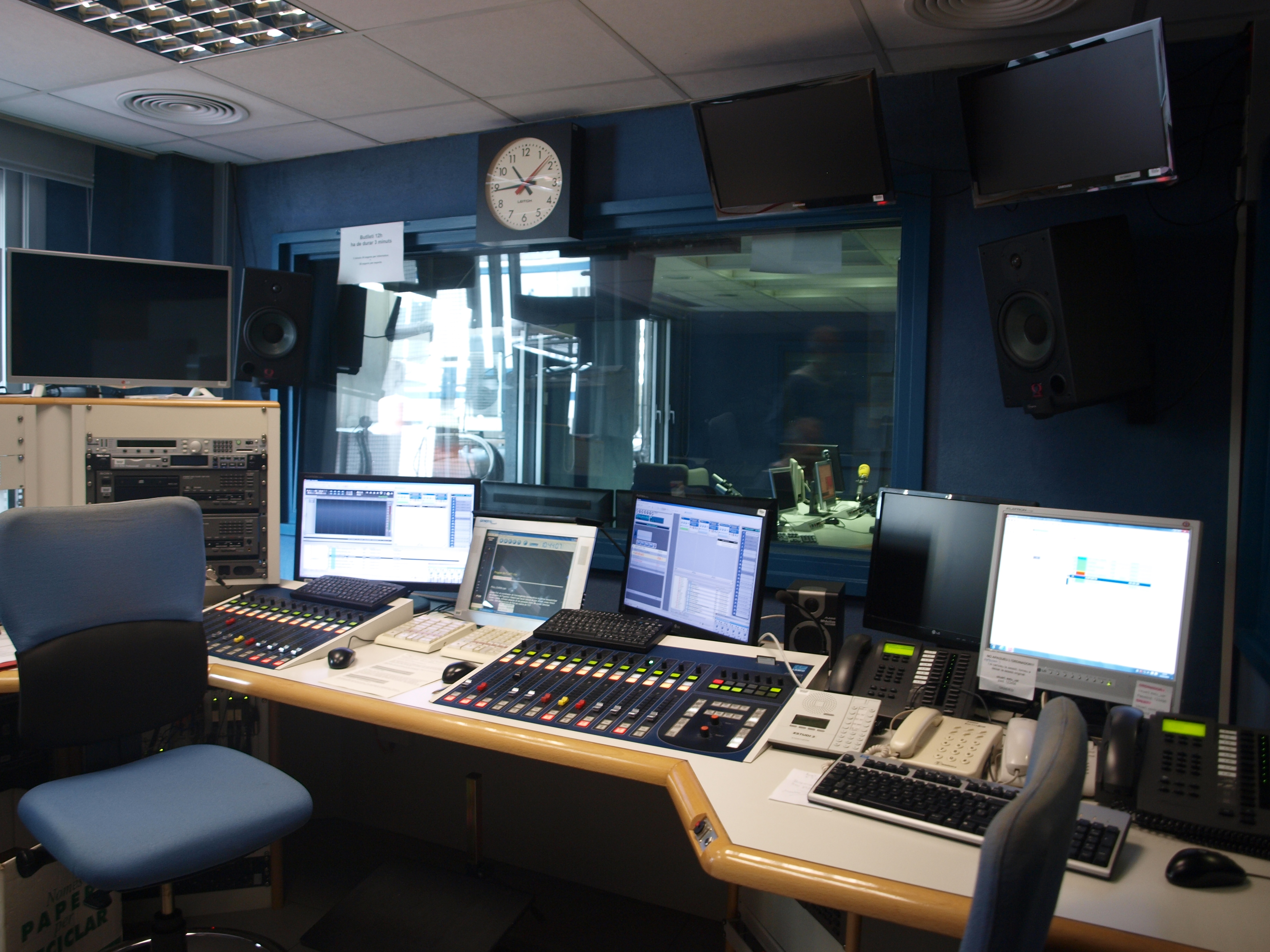
Estudi radiofònic Catalunya Ràdio (Sala de control)

Un estudi radiofònic o estudi de ràdio és un espai on s'enregistren o s'emeten en directe els programes de ràdio. Aquests es divideixen en la cabina, on es controla la gravació i el locutori, lloc on s'enregista i s'actua. Aquests dos espais estàn separats per un vidre doble.
L'espai d'un estudi d'aquestes característiques pot ser variable, n'existeixen de molts tipus, des dels propis de petites emissores locals amb un o dos locutoris, a grans espais amb la possibilitat de tenir una orquestra i espectadors.
Aquest espai requereix un condicionament semblant a un estudi o plató de vídeo, tot i que aquest últim precisa molt més material com càmeres, il·luminació o attrezzo. Per altra banda, el personal que hi teballa queda reduït al necessari i imprescindible a la sala de control.

## Concideracions de l'espai

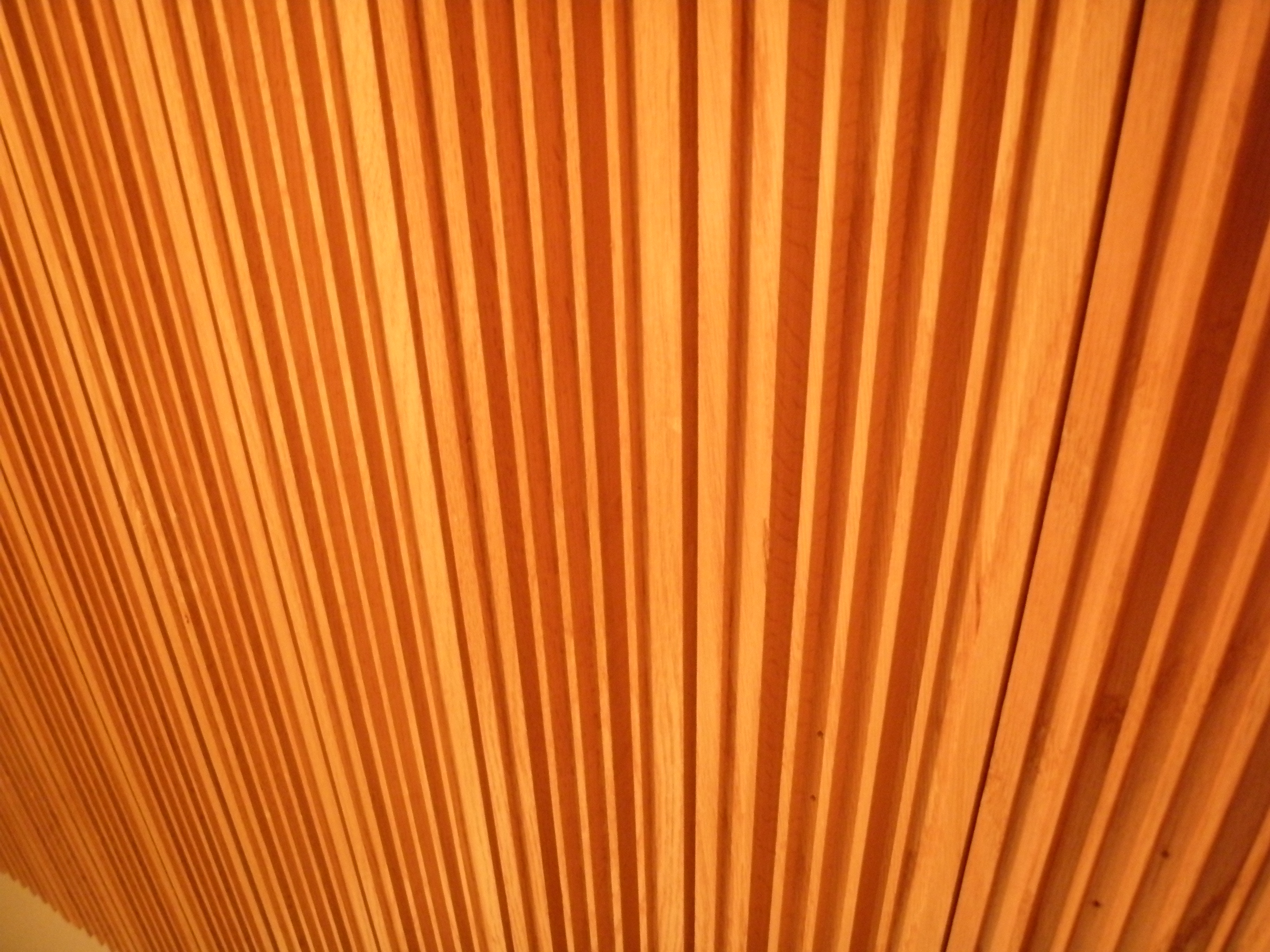
Tauler d'insonorització d'estudi

L'estudi de producció de ràdio és un espai únic, la sala física afectarà al so que s'hi produeix. Per això, en el disseny de l'estudi s'han de tenir en compte diverses característiques del so, l'objectiu és manipular aquestes característiques per crear un entorn sonor adequat pel treball de producció.
Ha d'estar equipat amb aïllament acústic com revestimient amb moquetes o elements aïllants així com una porta massissa de tancament heritmètic, no es pot situar en un lloc que no pugui ser afectat per les vibracions de vehicles, en aquest cas, a vegades s'apliquen paviments flotants i en el cas que l'estudi tingui finestres, aquestes han de seguir tots els requirements anteriors.
Quan el so colpeja una superfície (com ara una paret d'estudi), una part d'aquest so rebota, mentre que l'altre s'absorbeix o es transmet a través del material de la superfície. La major part del so que colpeja una superfície dura i plana es reflectirà de nou. Tanmateix, si la superfície és irregular, trencarà l'ona sonora i dispersarà aquestes reflexions restants, un fenomen conegut com a difusió. El so que s'absorbeix a la superfície es dissipa dins d'ella, però la penetració es produeix quan el so passa per una superfície i es transmet a través de l'espai a l'altre costat.

## La cabina o sala de control
Des d'aquest espai es controlen totes les fonts sonores i s'hi situen tots els tècnics de so i directors del programa. En la sala de control hi ha la taula de mescles, considerada el cor d'una emissora. Des d'aquest dispositiu es seleccionen les fonts sonores, es regulen els seus peràmetres o s'hi afegeixen els efectes necesàris.
Per efectuar la barreja de sons es procedeix al control dels mateixos mitjançant els vúmetres que marquen les pujades i baixades brusques del nivell sonor gràcies a la seva extrema capacitat de reacció a les variacions de guany.
En radiodifusió és imprescindible observar els nivells màxim i mínim de modulació. Quan el nivell és molt baix, es poden crear dificultats d'audició en llocs allunyats de l'estació trans missora. Si, per contra, el nivell és excessivament elevat, poden aparèixer distorsions en la reproducció del so; es pot arribar, en aquest cas, a sobrecarregar el transmissor fins al punt de produir avaríes.

## Personal de l'estudi
Com en tota producció audiovisual professional, el treball en equip és essencial, per tant, dins d'un estudi és important tenir als següents professionals:

### Director o realitzador
És el principal responsable del producte final i moltes vegades és el mateix guionista i creador del programa. Situat en la sala de control darrere el muntador, s'encarrega de donar totes les instruccions necessàries del muntatge en el moment desitjat i ordenar el que cregui necessari als professionals de la sala.

### Responsable de la presa de so i mescla
La seva responsabilitat es basa en la manipulació de la consola de mescla, control dels nivells d'entrada i sortida, incorpora efectes, selecciona fonts sonores, equalitza els senyals i controla els seus paràmetres. Segueix les ordres del realitzador i té el guió (si existeix) com a referència.

### Muntador musical
També anomenat tècnic de musicalització, és l'encarregat dels fons musicals i la selecció de cortines que seran incorporades segons les necessitats expressives del programa.

### Sonidista
Aquest tècnic en efectes sonors d'estudi és l'encarregat de la realització d'efectes de so ambientals o especials o de la selecció d'aquests.

### Cronometrador
Situat en la cabina, és l'encarregat de controlar el temps amb exactitud.

A causa de la sintetització de moltes de les eines tradicionals d'un estudi radiofònic en un ordinador i la condencació dels processos d'enregistrement, edició i reproducció, ha conduït a una variació del tipus de professionals necessitats, per exemple, la desaparició de figures com el realitzador i el muntador musical en moltes emissores, degut que el tècnic de so pren part d’aquestes feines o bé perquè el comunicador és qui ho acaba fent. És a dir, el mateix presentador i/o director del programa, gràcies a la digitalització portada a terme als anys 90, pot realitzar el programa pràcticament sol. Aquest procés comporta el corresponent estalvi econòmic per a l'emissora, la qual per aquest motiu, tendeix a fer programes unipersonals i d'autocontrol tècnic.